# Hymn Kanady
O Canada (pol. Kanado) – kanadyjska pieśń patriotyczna, od 1980 będąca hymnem państwowym tego kraju.
O Canada zastąpiła pieśń God Save the King, która od tego momentu spełnia wyłącznie funkcję hymnu monarchicznego Kanady.

## Historia pieśniO Canada
Pieśń została skomponowana przez Calixę Lavalléego, kanadyjskiego kompozytora i nauczyciela muzyki, a pierwszy raz wykonana 24 czerwca 1880 w czasie Congrès national des Canadiens français (Narodowego Kongresu Frankokanadyjczyków). Autorem tekstu pieśni w oryginale francuskim był Adolphe Routhier. Orkiestralną instrumentację pieśni stworzył Joseph Vézina. Pieśń mimo kilku wykonań przy różnych oficjalnych okazjach szybko, choć na krótko, poszła w zapomnienie.
O Canada ponownie została wykonana, tym razem przed anglokanadyjską publicznością, w 1901 z okazji wizyty Księcia i Księżnej Kornwalii w Kanadzie. Pieśń została opublikowana w 1906 w Toronto z francuskim tekstem i jego tłumaczeniem na język angielski autorstwa Thomasa Bedforda Richardsona. W 1908 magazyn Collier’s Weekly rozpisał konkurs na nowe tłumaczenie tekstu. Wygrał je Mercy E. Powell McCulloch, jednakże największą popularność zyskało tłumaczenie Roberta Stanleya Weira, które ostatecznie zostało przyjęte za oficjalne. W chwili wybuchu I wojny światowej O Canada była już najpopularniejszą pieśnią patriotyczną Kanady. Czasy obu wojen światowych popularność tę umocniły. W ten sposób pieśń stała się drugim, nieoficjalnym hymnem państwowym.
Pierwszą próbą wyniesienia jej do statusu oficjalnego hymnu był list wysłany przez premiera Kanady, Mackenzie Kinga, w 1942, do ówczesnego króla brytyjskiego, z prośbą o pozwolenie na zastąpienie dotychczasowego hymnu. Odpowiedź była odmowna, a większość opinii kanadyjskiej podzielała opinię króla. Sprawa powróciła dopiero w 1967, kiedy premier Lester Pearson złożył w parlamencie rekomendację zmiany hymnu. Na przeszkodzie do urzeczywistnienia tej idei stanęły problemy prawne związane z prawami autorskimi angielskiej wersji tłumaczenia.
Ostatecznie po trzynastu latach sądowych sporów sprawa została rozwiązana i 18 czerwca 1980 O Canada została oficjalnie zaakceptowana jako hymn państwowy Kanady. Jego pierwsze oficjalne wykonanie nastąpiło 1 lipca 1980 w czasie uroczystości święta państwowego Dnia Kanady. Utwór zastąpił napisaną przez Alexandra Muira pieśń "The Maple Leaf Forever"

## Oficjalny tekst francuski
Autor: Adolphe-Basile Routhier
O Canada! Terre de nos aïeux,
Ton front est ceint de fleurons glorieux.
Car ton bras sait porter l’épée,
Il sait porter la croix.
Ton histoire est une épopée,
Des plus brillants exploits.
Et ta valeur, de foi trempée,
Protégera nos foyers et nos droits.
Protégera nos foyers et nos droits.

## Oficjalny tekst angielski
Autor: Robert Stanley Weir
O Canada! Our home and native land!
True patriot love in all of us command.
With glowing hearts we see thee rise,
The True North strong and free!
From far and wide, O Canada,
We stand on guard for thee.
God keep our land glorious and free!
O Canada, we stand on guard for thee.
O Canada, we stand on guard for thee.

## Tłumaczenie tekstu francuskiego
O Kanado! Ziemio przodków naszych,
Czoło twe obleczone jest zwycięstwa kwieciem,
Gdyż ramię twe miecz potrafi nieść
I krzyż potrafi nieść.
Historia twa jest epopeją
Dokonań najwspanialszych.
A wartość twa, wiarą naznaczona,
Chronić będzie nasze domy i nasze prawa.

## Tłumaczenie tekstu angielskiego
O Kanado! Nasz domu i rodzinny kraju
Prawdziwie patriotyczna miłość rządzi wszystkimi Twoimi synami.
Z płonącymi sercami widzimy twe powstanie
Prawdziwa Północy silna i wolna!
Z bliska i z dala, o Kanado
Stoimy na straży Twej.
Boże, zachowaj nasz kraj wspaniały i wolny,
O Kanado, stoimy na straży Twej.
O Kanado, stoimy na straży Twej.